# 尼尔·富勒
尼尔·富勒（英語：Neil Fuller，1969年8月2日—），澳大利亚男子田径运动员。他曾代表澳大利亚参加1992年、1996年、2000年和2004年夏季残疾人奥林匹克运动会田径比赛，获得六枚金牌、六枚银牌和三枚铜牌。